# Аматорський переклад відеоігор
Аматорський переклад — це неофіційний переклад відеогри, зробленою фанатами.

## Переклад консольних ігор
Практика аматорського перекладу зросла з надмірною появою емуляцій відеоігор в кінці 1990-х років. Розвивалася спільнота людей, котрі зацікавились відтворенням і зміною ігор, які вони грали в молодості. Знання та інструменти, які вийшли з цієї спільноти, дозволили їм працювати з перекладачами, щоб локалізувати заголовки відеоігор, які ніколи не були доступні за межами їх країни походження.
Фан-перекладачі ігрових консольних ігор, як правило, виконуються шляхом модифікації образу ПЗП. В результаті стало можливим перекладати відеоігри, які ніколи не видавалися в певній частині світу, в тому числі ексклюзиви, спочатку випущені тільки для однієї країни/мови.

## Переклад ПК-ігор
Для ПК-ігор характерне зберігання ресурсів в численних окремих файлах, як правило, нестандартного формату (з середини 2000-х спостерігається тенденція до стандартизації для стимуляції моддинґу). Частина ресурсів може розташовуватися усередині виконуваних модулів (особливо в старих іграх). В цілому ж різниця між перекладом префіксальних і ПК-ігор несуттєва.